# Los primeros hombres en la Luna
Los primeros hombres en la luna (en inglés The First Men in the Moon) es una novela de romance científico de 1901 escrita por el británico H. G. Wells. Relata el viaje a la Luna por parte de los dos protagonistas principales: el empobrecido empresario Mr. Bedford, y el brillante pero excéntrico científico Dr. Cavor, el creador de una sustancia anti-gravitatoria (obtenida a base de Helio y metales fundidos) a la que bautiza como cavorita. Con ella recubren una rudimentaria nave espacial que, de este modo, asciende sin peso en dirección a la Luna; al llegar descubren que está habitada por una civilización extraterrestre, que habita las cavernas del subsuelo, que deciden llamar «selenitas».
La novela puede interpretarse como una crítica a las opiniones políticas que prevalecieron en esa época, especialmente al imperialismo. El tema de un choque de civilizaciones evoca a uno de sus primeros y más famosos trabajos de Wells: La guerra de los mundos. Como en La guerra de los mundos, se hace alusión a que la civilización no humana presentada pudo reflejar la manera que la sociedad humana se desarrollaría en un futuro lejano. Como tal, la sociedad de los selenitas representada podría considerarse una utopía o distopía, dependiendo de cual de sus características se acentúe.
Después de numerosas peripecias en nuestro satélite consiguen amerizar no lejos de donde partieron. Tras salir de la cápsula un joven gamberro, en un descuido, embarca en la extraordinaria nave voladora y se marcha en ella sin ningún control, perdiéndose en la lejanía, tras lo cual terminar el cuento.